# Thevur
Thevur là một thị xã panchayat của quận Salem thuộc bang Tamil Nadu, Ấn Độ.

## Nhân khẩu
Theo điều tra dân số năm 2001 của Ấn Độ, Thevur có dân số 8122 người. Phái nam chiếm 53% tổng số dân và phái nữ chiếm 47%. Thevur có tỷ lệ 52% biết đọc biết viết, thấp hơn tỷ lệ trung bình toàn quốc là 59,5%: tỷ lệ cho phái nam là 63%, và tỷ lệ cho phái nữ là 39%. Tại Thevur, 8% dân số nhỏ hơn 6 tuổi.